# Landgoed Duin en Kruidberg
Landgoed Duin en Kruidberg is een landgoed in Velsen, Noord-Holland en maakt deel uit van Nationaal Park Zuid-Kennemerland. Op het landgoed bevindt zich het monumentale landhuis Duin en Kruidberg dat in gebruik is als hotel, en het landhuis Kennemergaarde. Het landgoed dat strekt zich uit als een strook van Santpoort-Noord tot de Noordzeekust. Het landgoed gaat noordelijk over in het Landgoed Midden-Heerenduin en zuidelijk in het natuurgebied Kennemerduinen.

## Geschiedenis
Het landgoed is ontstaan door samenvoeging van de landgoederen Duin en Berg en De Kruidberg. Stadhouder en koning Willem III kocht in 1682 het Landgoed Kruidberg van Sophia Trip en Daniël Jean Bernard. Bernard had zijn aandeel gekocht van Balthasar Coymans, haar zwager. Het landgoed kreeg al snel  't Princenbosch als bijnaam. De prins gebruikte het landgoed als jachtverblijf en als kleinere versie van paleis Het Loo.
In de 18e eeuw werd Duyn en Bergh bewoond door Gerard Deutz (1699-1753).
Halverwege de 19e eeuw werd politicus Floris Adriaan baron Van Hall eigenaar van de landgoederen Duin en Berg en De Kruidberg. Dicht bij het huidige landhuis liet hij op Duin en Berg een nieuwe villa bouwen. In de loop der jaren breidden Van Hall en de volgende eigenaar Guillaume Louis Jacques van der Hucht het landgoed steeds verder uit naar het kustgebied.
In 1895 werd het samengevoegde landgoed Duin en Kruidberg van de erfgenamen van Van der Hucht gekocht door Jacob Theodoor Cremer, een Nederlands tabakshandelaar, koloniaal expert en liberaal politicus. Cremer maakte aanvankelijk gebruik van het Huisenberg als buitenplaats en breidde dat uit. Op verzoek van Cremer werd de Halte Kruidbergerweg in 1888 geopend. Het gaf hem de mogelijkheid voor tuinfeesten extra treinen in te zetten.
Cremer legde de Zeeweg aan waardoor het mogelijk werd via het landgoed de strandslag van Duin en Kruidberg te bereiken. Openstelling vond plaats door middel van seizoenskaarten en voor leden van Natuurmonumenten. 
In 1912 verkocht Cremer zijn woning in Amsterdam en nam permanent intrek in Duin en Kruidberg. Na de dood van Cremer in 1923 bleef het landgoed familiebezit. In 1933 werd Duin- en Kruidberg onder de Natuurschoonwet geplaatst. In 1935 werd de Nederlandse speelfilm De Kribbebijter er opgenomen. Tijdens de Tweede Wereldoorlog werd Festung IJmuiden door het duingebied aangelegd. De linie liep door  Landgoed Midden-Heerenduin langs Duin en Kruidberg. De Zeeweg werd afgesloten vanwege de Atlantikwall. De familie Cremer verpachtte na de oorlog het landhuis als hotel. In 1962 werd door kleinzoon Theo Cremer, president-directeur voor de Deli Maatschappij een tabakszaadkwekerij op het landgoed aangelegd. Deze bleef aanwezig tot 1990 waarna de kassen werden afgebroken.
In 1981 werd het natuurgebied eigendom van Natuurmonumenten. Sinds 1995 is het als deel van het Nationaal Park Zuid-Kennemerland een beschermd Natura 2000-gebied. In het duingebied lopen sedert 2003 Schotse Hooglanders. Het doel van dit beheer met grote grazers is dat de dieren door begrazing en vertrapping de vergrassing en de struikvorming van het duin voor een groot deel teniet doen.